# Хибберт, Тутс
Фредерик Натаниэль (Тутс) Хи́бберт (англ. Frederick Nathaniel "Toots" Hibbert; 8 декабря 1942 — 11 сентября 2020) — ямайский певец и сочинитель песен, лидер играющей музыку в стиле ска и регги группы Toots & the Maytals.
Журнал Rolling Stone поместил Тутса Хибберта на 71 место своего «Списка 100 величайших певцов всех времен».

## Биография
Фредерик Натаниэль Хибберт, позже прозванный Тутсом, родился 8 декабря 1942 года (по другим данным, в 1946) в городе Мей-Пен на Ямайке. В 1960 году он создал группу Maytals. Как пишет сайт Biography.com, со своей группой Toots & the Maytals Хибберт помог созданию и формированию стиля регги. В частности, их сингл 1968 года «Do the Reggay» помог дать этому музыкальному жанру имя. За альбом 2004 года True Love группе была присуждена музыкальная премия «Грэмми».
Скончался от осложнений, вызванных инфекцией коронавируса в Университете Вест-Индии (Кингстон, Ямайка) 11 сентября 2020 года; перед смертью длительное время находился в искусственной коме.

## Награды
В августе 2012 года было объявлено, что Фредерик (Тутс) Натаниэль Хибберт будет представлен к ордену Ямайки — пятой по рангу награде страны.